# Taishi (Osaka)
Taishi (太子町?) è una cittadina giapponese della prefettura di Osaka.